# Лампертсвалде
Лампертсвалде (њем. Lampertswalde) општина је у њемачкој савезној држави Саксонија. Једно је од 34 општинска средишта округа Мајсен. Према процјени из 2010. у општини је живјело 1.932 становника. Посједује регионалну шифру (AGS) 14627110.

## Географски и демографски подаци
Лампертсвалде се налази у савезној држави Саксонија у округу Мајсен. Општина се налази на надморској висини од 152 метра. Површина општине износи 29,1 km². У самом мјесту је, према процјени из 2010. године, живјело 1.932 становника. Просјечна густина становништва износи 66 становника/km².